# Прва лига СР Југославије у рагбију 2000/01.
Прва лига СР Југославије у рагбију 2000/01. је било 8. издање Прве лиге Савезне Републике Југославије у рагбију 15. 
Титулу је освојио Победник.

## Учесници
|   | Тим                             | Тренер                 | Капитен |
| - | ------------------------------- | ---------------------- | ------- |
| 1 | Краљевски београдски рагби клуб | Станислав Т. Колунџија |         |
| 2 | Партизан                        |                        |         |
| 3 | Дорћол                          |                        |         |
| 4 | Крушевац                        |                        |         |
| 5 | Жарково                         |                        |         |
| 6 | Рагби клуб Динамо Панчево       |                        |         |
| 7 | Рагби клуб Победник             | Бошко Стругар          |         |

| Шампион Југославије у рагбију 2001. |
| ----------------------------------- |
| Рагби клуб Победник 2. титула       |